# 사랑의 금고털이
《사랑의 금고털이》(영어: The Ref, 일부 국가에서는 영어: Hostile Hostages)는 미국에서 제작된 테드 데미 감독의 1994년 크리스마스 블랙 코미디 영화이다. 데니스 리리 등이 출연하였고, 론 보즈먼 등이 제작에 참여하였다.

## 출연
- 데니스 리리
- 주디 데이비스
- 케빈 스페이시
- 로버트 J. 스타인밀러 주니어
- 글리니스 존스
- 레이먼드 J. 배리
- 리처드 브라이트
- 크리스틴 버랜스키
- 애덤 러페브러
- 필립 니콜
- 엘리 라브
- 빌 레이먼드
- 에드워드 색슨
- 로버트 리질리
- J.K. 시먼스
- BD 웡 (크레디트 미기재)

## 기타 제작진
- 배역: 하워드 퓨어
- 미술: 댄 데이비스
- 의상: 주디아나 머코브스키

## 같이 보기
- 크리스마스 영화 목록